# 長津田
長津田（ながつた/ながつだ）は、神奈川県横浜市緑区の町名である。
- 長津田（ながつた）。住居表示実施区域であり、現行行政地名は長津田一丁目から長津田七丁目。
- 長津田町（ながつたちょう）。住居表示未実施。

また、いぶき野および長津田みなみ台の一部は、いずれも長津田町から分離したものである。当該項目を参照されたい。

## 地名

### 長津田の由来
大辞林によれば「谷津田：やつだ」とは《「谷津：やつ」（低地。たに。また、低湿地。やち。やと）にある湿田。谷地田（やちだ）。》とあり、『長津田』は「長い湿田」の意という。一般に、遷流する岩川上流部の集落を総称して「上長津田」、下流部を「下長津田」という。

### かつて町内に存在した小字名
- 柳町 やなぎまち
- 新林 しんばやし
- 住撰 じゅうせん
- 御前田 おまえだ
- 薊沢 あざみざわ
- 杉山原 すぎやまはら
- 柳下 やなぎした/やぎした
- 深田 ふかだ
- 宮ノ前 みやのまえ
- 玄海田 げんかいだ
- 中村 なかむら
- 馬之背 うまのせ
- 長月 ちょうげつ
- 草木 くさぎ
- 道正 どうしょう
- 滝沢 たきざわ
- 西之原 にしのはら

## 地理
多摩丘陵東縁部、鶴見川水系恩田川中流域右岸に位置する。地形は、町域北側に恩田川段丘崖があり、武蔵野層・鶴川層・上倉田層などに分類される洪積台地と恩田川・岩川周辺の10数本の谷戸からなる沖積地で構成される。沖積地は主として水田稲作（近年では糯米が主流）、洪積台地は山林・畠作が多い。町域東南部「馬之背」から十日市場町にかけて断層線がある。
近世には矢倉沢往還（国道246号/東名高速道路/東急田園都市線）と神奈川道（都市計画道路山下長津田線/JR横浜線）の結節地であった長津田宿が発展。戦国時代から江戸時代にかけての武将板部岡江雪斎の子孫の所領があった。大林寺は江雪斎が開基と伝えられている。1843年（天保14年）153戸。1868年（慶応3年）176戸926人。1869年（明治2年）145戸950人。1891年（明治24年）220戸1,397人。1939年（昭和14年）395戸。1980年（昭和55年）6,154世帯18,942人。
横浜開港後、上州・信州・甲州産の絹糸の集散地である八王子から横浜港へ輸送する中継地として発展。明治20年代以降、副業として養蚕が盛んになる。大正期以降、東京・横浜などに向けての商品野菜の栽培が増加。昭和40年代以降、鉄道・道路の開通に伴い、東急電鉄などによる宅地開発や神奈川県住宅供給公社などによる住宅団地造成が促進し人口が急増した。

### 地価
住宅地の地価は、2025年（令和7年）1月1日の公示地価によれば、長津田3-2-19の地点で30万1000円/m²、長津田4-4-5の地点で36万5000円/m²、長津田6-8-20の地点で32万3000円/m²、長津田7-9-3の地点で25万4000円/m²、長津田町字柳下2426番11の地点で22万円/m²、長津田町字中村4086番2の地点で14万5000円/m²となっている。

## 歴史

### 沿革
かつて横浜市編入前のこの場所は、都筑郡田奈村大字長津田であった。
- 1939年（昭和14年）4月1日 - 横浜市に編入。横浜市港北区長津田町となる[12]。
- 1969年（昭和44年）10月1日 - 行政区再編成により、緑区を新設。横浜市緑区長津田町となる[13]。
- 1973年（昭和48年）4月6日 - 長津田町の一部をいぶき野へ編入[14]。
- 1980年（昭和55年）3月31日 - 長津田町の一部を瀬谷区卸本町へ編入[15]。
- 1980年（昭和55年）12月10日 - 長津田町の一部をいぶき野、しらとり台、田奈町へ編入[15]。
- 1981年（昭和56年）3月21日 - 長津田町の一部を霧が丘二丁目、霧が丘六丁目へ編入[15]。
- 1982年（昭和57年）7月19日 - 住居表示を実施に伴い、長津田町の一部を長津田一丁目から長津田七丁目へ編入。長津田町の一部を霧が丘六丁目、旭区若葉台二丁目、若葉台四丁目へ編入[16]。
- 1984年（昭和59年）2月11日 - 恩田町の一部を長津田町に編入[17]。
- 1994年（平成6年）11月6日 - 行政区再編成により、緑区を再設置。横浜市緑区長津田及び長津田町となる[18]。
- 2005年（平成17年）1月17日 - 長津田町の一部をいぶき野、長津田みなみ台一丁目から長津田みなみ台七丁目へ編入[19]。

## 世帯数と人口
2025年（令和7年）6月30日現在（横浜市発表）の世帯数と人口は以下の通りである。
| 丁目         | 世帯数    | 人口     |
| ------------ | --------- | -------- |
| 長津田一丁目 | 1,028世帯 | 2,119人  |
| 長津田二丁目 | 1,911世帯 | 3,767人  |
| 長津田三丁目 | 969世帯   | 1,748人  |
| 長津田四丁目 | 1,645世帯 | 3,539人  |
| 長津田五丁目 | 960世帯   | 1,589人  |
| 長津田六丁目 | 1,057世帯 | 1,935人  |
| 長津田七丁目 | 1,039世帯 | 2,110人  |
| 計           | 8,609世帯 | 16,807人 |
|              |           |          |
| 長津田町     | 3,465世帯 | 6,780人  |

### 人口の変遷
国勢調査による人口の推移。
長津田
| 年                 | 人口   |
| ------------------ | ------ |
| 1995年（平成7年）  | 12,611 |
| 2000年（平成12年） | 13,348 |
| 2005年（平成17年） | 14,757 |
| 2010年（平成22年） | 15,070 |
| 2015年（平成27年） | 16,073 |
| 2020年（令和2年）  | 17,351 |

長津田町
| 年                 | 人口  |
| ------------------ | ----- |
| 1995年（平成7年）  | 9,373 |
| 2000年（平成12年） | 9,803 |
| 2005年（平成17年） | 7,066 |
| 2010年（平成22年） | 7,288 |
| 2015年（平成27年） | 7,344 |
| 2020年（令和2年）  | 7,256 |

### 世帯数の変遷
国勢調査による世帯数の推移。
長津田
| 年                 | 世帯数 |
| ------------------ | ------ |
| 1995年（平成7年）  | 5,214  |
| 2000年（平成12年） | 5,738  |
| 2005年（平成17年） | 6,691  |
| 2010年（平成22年） | 7,002  |
| 2015年（平成27年） | 7,715  |
| 2020年（令和2年）  | 8,477  |

長津田町
| 年                 | 世帯数 |
| ------------------ | ------ |
| 1995年（平成7年）  | 3,350  |
| 2000年（平成12年） | 3,634  |
| 2005年（平成17年） | 2,682  |
| 2010年（平成22年） | 2,905  |
| 2015年（平成27年） | 2,992  |
| 2020年（令和2年）  | 3,097  |

## 学区
市立小・中学校に通う場合、学区は以下の通りとなる（2024年11月時点）。
| 丁目         | 番・番地等 | 小学校                   | 中学校             |
| ------------ | --- | ------------------------ | ------------------ |
| 長津田一丁目 | 18〜21番 23〜29番 | 横浜市立いぶき野小学校   | 横浜市立田奈中学校 |
| 長津田一丁目 | 1〜17番 22番 | 横浜市立長津田第二小学校 | 横浜市立田奈中学校 |
| 長津田二丁目 | 1〜18番 21〜48番 | 横浜市立長津田第二小学校 | 横浜市立田奈中学校 |
| 長津田二丁目 | 19番、20番 | 横浜市立田奈小学校       | 横浜市立田奈中学校 |
| 長津田三丁目 | 28番〜32番4号 32番18号〜34番 | 横浜市立田奈小学校       | 横浜市立田奈中学校 |
| 長津田三丁目 | 1〜27番 32番5〜17号 35番 | 横浜市立長津田第二小学校 | 横浜市立田奈中学校 |
| 長津田四丁目 | 全域 | 横浜市立長津田第二小学校 | 横浜市立田奈中学校 |
| 長津田五丁目 | 1〜9番 10番5〜13号 | 横浜市立長津田小学校     | 横浜市立田奈中学校 |
| 長津田五丁目 | 10番1〜4号 10番14〜32号 11番 | 横浜市立いぶき野小学校   | 横浜市立田奈中学校 |
| 長津田六丁目 | 19番1〜11号 19番20〜26号 20番14〜21号 21番 | 横浜市立いぶき野小学校   | 横浜市立田奈中学校 |
| 長津田六丁目 | 1〜18番 19番12〜19号 20番1〜13号 20番22〜38号 | 横浜市立長津田小学校     | 横浜市立田奈中学校 |
| 長津田七丁目 | 全域 | 横浜市立長津田小学校     | 横浜市立田奈中学校 |
| 長津田町     | 1291〜1304番地、1313〜1317番地 1343〜1349番地、1361〜1372番地 1377〜2105番地、2297〜2367番地 2372〜2375番地、2394〜2395番地 2401〜2403番地、2437番地の1 2666〜3235番地、3303番地 3828番地以降 | 横浜市立長津田小学校     | 横浜市立田奈中学校 |
| 長津田町     | 2106番地の1〜2296番地 2368〜2371番地、2376〜2393番地 2396〜2400番地、2404〜2436番地 2437番地の2〜2665番地                                                                                     | 横浜市立長津田第二小学校 | 横浜市立田奈中学校 |
| 長津田町     | 1〜750番地 | 横浜市立いぶき野小学校   | 横浜市立田奈中学校 |

## 事業所
2021年（令和3年）現在の経済センサス調査による事業所数と従業員数は以下の通りである。
| 丁目         | 事業所数  | 従業員数 |
| ------------ | --------- | -------- |
| 長津田一丁目 | 26事業所  | 114人    |
| 長津田二丁目 | 57事業所  | 605人    |
| 長津田三丁目 | 19事業所  | 174人    |
| 長津田四丁目 | 81事業所  | 1,125人  |
| 長津田五丁目 | 114事業所 | 919人    |
| 長津田六丁目 | 37事業所  | 440人    |
| 長津田七丁目 | 27事業所  | 176人    |
| 計           | 361事業所 | 3,553人  |
|              |           |          |
| 長津田町     | 196事業所 | 3,952人  |

### 事業者数の変遷
経済センサスによる事業所数の推移。なお、長津田と長津田町の合算数となる。
| 年                 | 事業者数 |
| ------------------ | -------- |
| 2016年（平成28年） | 534      |
| 2021年（令和3年）  | 557      |

### 従業員数の変遷
経済センサスによる従業員数の推移。なお、長津田と長津田町の合算数となる。
| 年                 | 従業員数 |
| ------------------ | -------- |
| 2016年（平成28年） | 7,215    |
| 2021年（令和3年）  | 7,505    |

## 交通

### 道路
- 国道246号（矢倉沢往還・大山街道）
- 東名高速道路横浜町田IC
- 都市計画道路山下長津田線（神奈川道・旧大山街道/御幸通り）
- 神奈川県道139号真光寺長津田線（こどもの国通り）
- 神奈川県道・東京都道140号川崎町田線（成瀬街道・こどもの国通り・神奈川道）
- 環状4号線
- 国道16号（保土ヶ谷バイパス・大和バイパス）

### 鉄道
- 長津田駅
  - JR東日本横浜線
  - 東急電鉄田園都市線
  - 東急電鉄こどもの国線（旧陸軍田奈弾薬庫線）
- その他
  - 東急電鉄長津田検車区
  - 東急電鉄長津田車両工場

### バス

#### 長津田駅（南口）
- 横浜市交通局・若葉台営業所
  - 98 十日市場駅経由中山駅

- 神奈川中央交通・大和営業所
  - 津01 南町田グランベリーパーク駅

- 神奈川中央交通中山営業所
  - 40 若葉台中央
    - 平日朝夕の便は駅ロータリーに入らず、交差点先の「長津田駅入口」発着となる。

#### 長津田駅北口
- 神奈川中央交通・大和営業所
  - 町77 町田バスセンター
  - 津02 成瀬台
  - 津03 青葉台駅
  - 津04 奈良三丁目

### その他の輸送機関
- 金港交通緑営業所（タクシー）
- 田園都市交通→現神奈川都市交通青葉営業所へ（かつてあったタクシー会社）

## 公共施設
- 横浜市緑区役所長津田地区センター
- 横浜市緑区役所長津田地域ケアプラザ
- 横浜市緑区役所長津田駅行政サービスコーナー
- 横浜市緑区役所いぶき野小学校コミュニティ・スクール
- 横浜市緑消防署長津田消防出張所
- 横浜市つたのは学園
- 横浜市北部斎場
- 横浜市資源循環局適正処理部緑事務所

他、緑区民文化センターの建設計画がある。

## 金融機関
- みずほ銀行長津田支店
- きらぼし銀行長津田支店
- 横浜銀行長津田支店・十日市場支店
- JA横浜 長津田支店 (旧・JA田奈 長津田支所)
- 長津田郵便局
- 長津田駅北口郵便局

## 大型店舗
- スーパービバホーム長津田店 (HC) - 2005年9月28日開店 15,000m² 1,005台
- カエデウォーク長津田 (モール型SC) - 2005年11月18日開店 23,442m² うち14,850m² 1,551台 ビバホームに隣接
- オーケー長津田店（食品SM）- 2006年11月28日開店 1,313m² 97台
- マルエツ長津田駅前店（食品SM） - 2013年3月27日開店　　1,747m²104台（うち身障者専用駐車場4台）

## 学校
- 横浜市立長津田小学校
- 横浜市立長津田第二小学校
- 横浜市立いぶき野小学校
- 横浜市立田奈中学校
- 学校法人森村学園 幼稚園・初等部・中等部・高等部
- 東京科学大学すずかけ台キャンパス 生命理工学部、大学院生命理工学研究科、大学院総合理工学研究科、大学院理工学研究科附属像情報工学研究施設、未来産業技術研究所、フロンティア材料研究所、化学生命科学研究所、バイオ研究基盤支援総合センター
- 昭和大学長津田キャンパス 保健医療学部、長津田総合運動場

## 病院
- 指定介護療養型医療施設横浜田園都市病院

## 住宅

### 住宅団地
- 市営住宅長津田スカイハイツ
- 県営長津田団地（御前田県営住宅）
- 県公社長津田団地
- 県公社南長津田団地
- 県公社東向地団地

### 東急電鉄による宅地造成
- 東急長津田ニュータウン（ニュータウン団地）
- いぶき野（下長津田土地区画整理事業）

### 都市再生機構による宅地造成
- 長津田みなみ台：玄海田（長津田特定土地区画整理事業）

## 長津田十景
横浜市では歴史的財産に富み、かつ、自然が多く残り、景勝地としての良さをも併せ持つ長津田の見どころを選び、中国湖南省瀟湘八景をモデルに「長津田十景」を定めた。
- 大林晩鐘（だいりんばんしょう）
- 御野立落雁（おのたちらくがん）
- 大石観桜（おおいしかんおう）
- 王子秋月（おうじしゅうげつ）
- 高尾暮雪（たかおぼせつ）
- 天王鶯林（てんのうおうりん）
- 下宿晴嵐（しもじゅくせいらん）
- 長坂夜雨（ながさかやう）
- 長月飛蛍（ちょうげつひけい）
- 住撰夕照（じゅうせんせきしょう）

「長津田宿の歴史を活かしたまちづくり研究会」が中心となって2005年（平成17年）3月に選定され、2008年（平成20年）3月には長津田十景をデザインした絵タイルが歩道上に設置された。

## 現況
地区内にある長津田駅は東急田園都市線、JR横浜線、東急こどもの国線が乗り入れる横浜北部の主要ターミナルとなっている。しかし、線路が高架化されておらず街が分断されていることなどもあって駅前の街並や道路状態は雑然としており、再開発が急務となっている。ただし、再開発の高層棟の建設には反対の声も聞かれる。しかし、2007年11月16日長津田駅北口再開発計画の計画案が、市都市計画審議会で可決された。
2005年秋頃から、事故が絶えなかった駅前商店街の道路整備を開始し、駅から国道246号へと続く狭い道路幅の拡張工事に着手した。この道路は霧が丘方面へと続くが、アピタ長津田店が2005年11月18日にオープンした影響もあり、土日は渋滞することが多い。工事に伴い、古くからある魚屋・そば屋などが立ち退きを迫られたが、これを機に廃業する商店も少なくなかっった。同時並行的に駅構内の整備も始まり、2006年8月末にまでに、ローソンと東急による初の共同出店となる駅ナカコンビニ「LAWSON+toks」など、数店の商業施設がオープンした。
なお、JR横浜線が快速列車の運行を決めたときは長津田駅は不停車だったが、その後に停車することになった。
岩川上流の岡部谷戸地区は田畑が続く農業地帯となっており、横浜市の中でも特に素朴な農村風景をとどめている。岩川最上流には「長津田町小川アメニティ」があり、夏にはホタルが観察できる。またこの地区で取れた野菜は近隣の旭区若葉台団地などに直送され、新鮮な状態のまま販売されることも多い。

## その他

### 日本郵便
| 町丁     | 郵便番号 | 郵便局   |
| -------- | -------- | -------- |
| 長津田   | 226-0027 | 緑郵便局 |
| 長津田町 | 226-0026 | 緑郵便局 |

### 警察
町内の警察の管轄区域は以下の通りである。
| 町丁         | 番・番地・地域等 | 警察署   | 交番・駐在所   |
| ------------ | ---------------- | -------- | -------------- |
| 長津田一丁目 | 全域             | 緑警察署 | 長津田駅前交番 |
| 長津田二丁目 | 全域             | 緑警察署 | 長津田駅前交番 |
| 長津田三丁目 | 全域             | 緑警察署 | 長津田駅前交番 |
| 長津田四丁目 | 全域             | 緑警察署 | 長津田駅前交番 |
| 長津田五丁目 | 全域             | 緑警察署 | 長津田駅前交番 |
| 長津田六丁目 | 全域             | 緑警察署 | 長津田駅前交番 |
| 長津田七丁目 | 全域             | 緑警察署 | 長津田駅前交番 |
| 長津田町     | 東名高速道路以北 | 緑警察署 | 長津田駅前交番 |
| 長津田町     | 東名高速道路以南 | 緑警察署 | 霧が丘交番     |

## 出身人物
- 井上貞蔵（日本大学名誉教授、商学博士） - 長津田町出身[34]。